# Kagawa prefektur
Kagawa prefektur (japanska: 香川県?, Kagawa-ken) är ett administrativt område i Japan. Det omfattar den nordöstra delen av ön Shikoku. Residensstaden är Takamatsu.

## Administrativ indelning
Prefekturen var år 2016 indelad i åtta städer (shi) och nio kommuner (chō).
De nio kommunerna grupperas i fem distrikt (gun). Distrikten har ingen administrativ funktion utan fungerar i huvudsak som postadressområden.
Städer:
- Higashikagawa, Kanonji, Marugame, Mitoyo, Sakaide, Sanuki, Takamatsu, Zentsuji

Distrikt och kommuner:
| - Ayauta distrikt - Ayagawa - Utazu - Kagawa distrikt - Naoshima | - Kita distrikt - Miki - Nakatado distrikt - Kotohira - Mannō - Tadotsu | - Shōzu distrikt - Shōdoshima - Tonoshō |

## Galleri

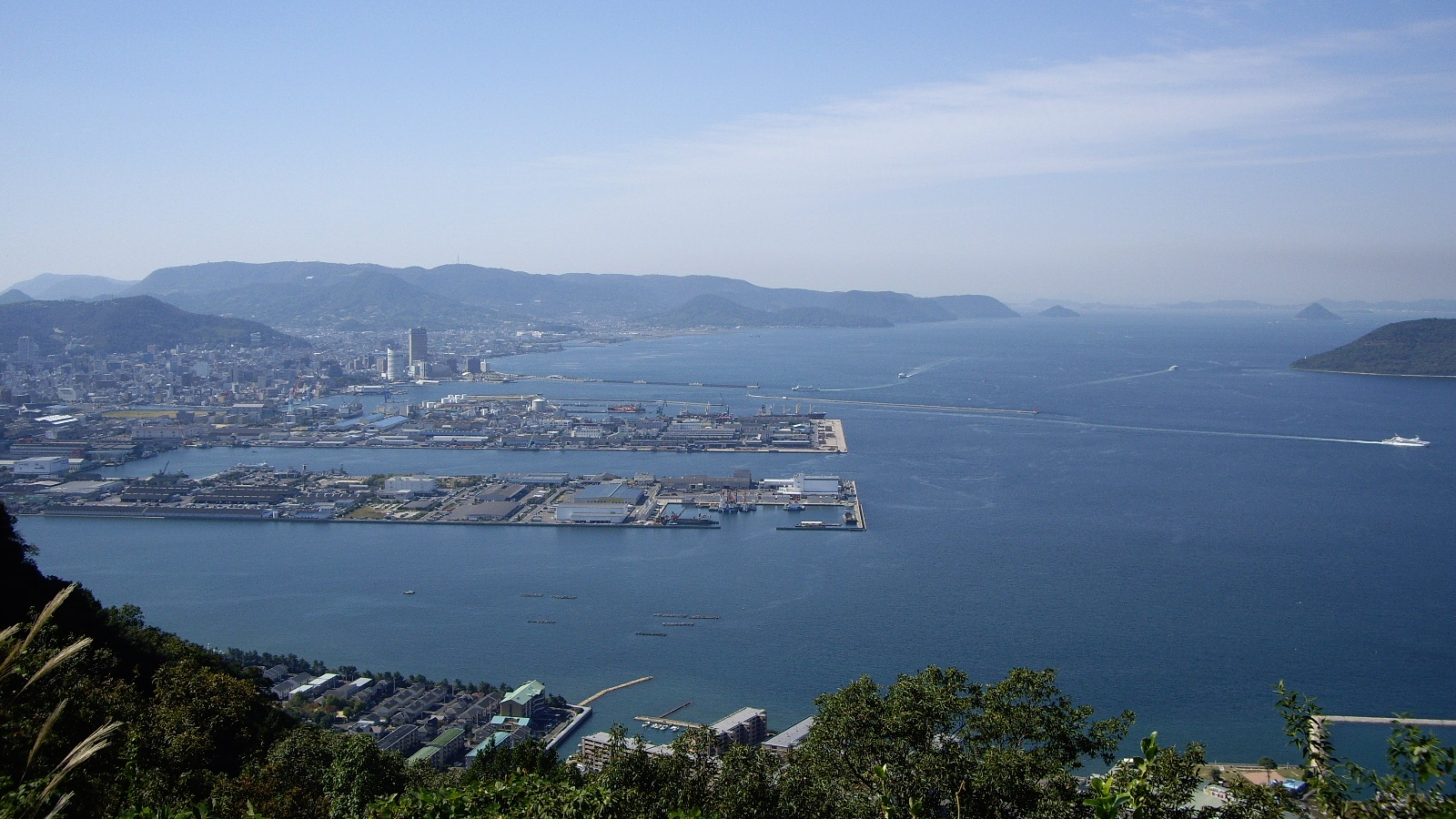
Takamatsu
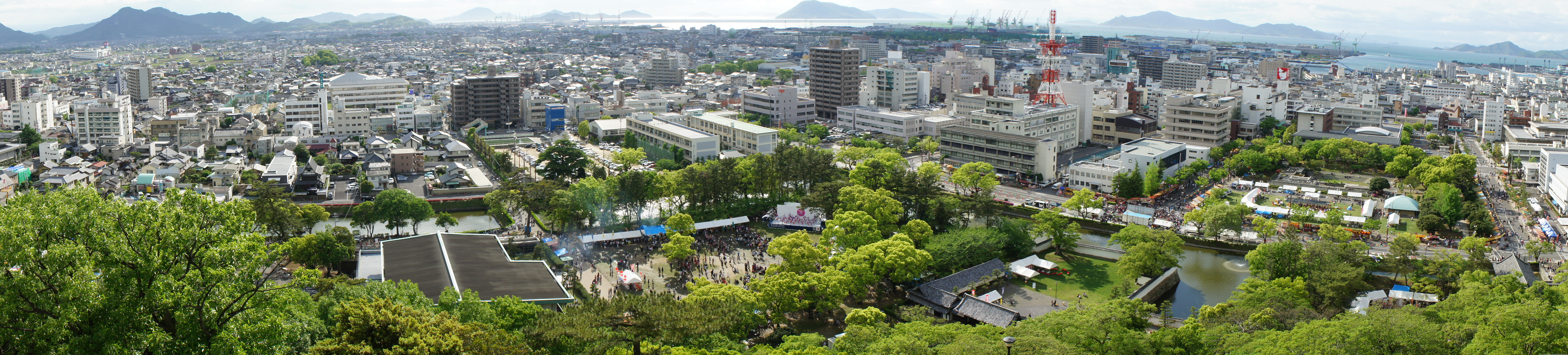
Marugame
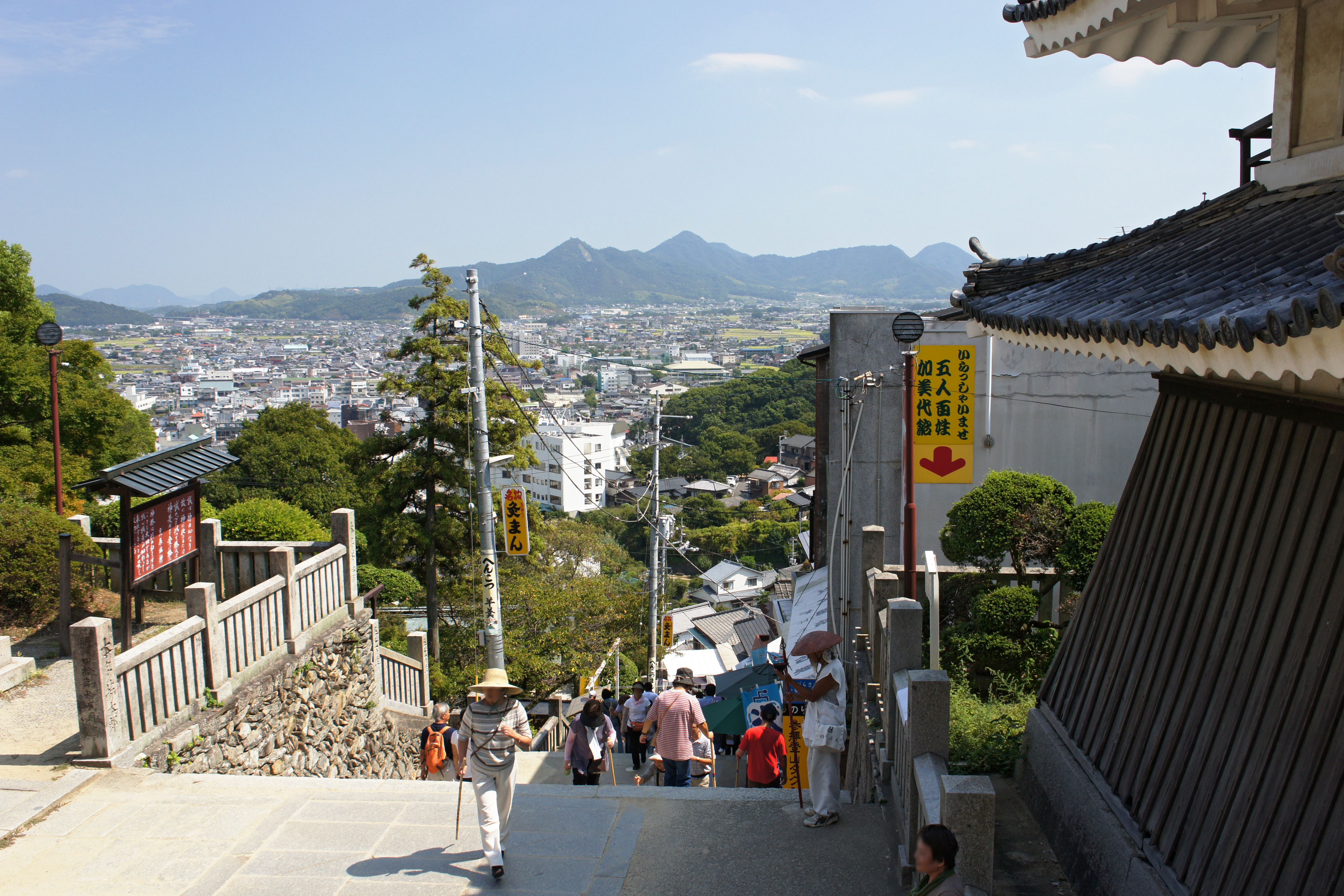
Kotohira
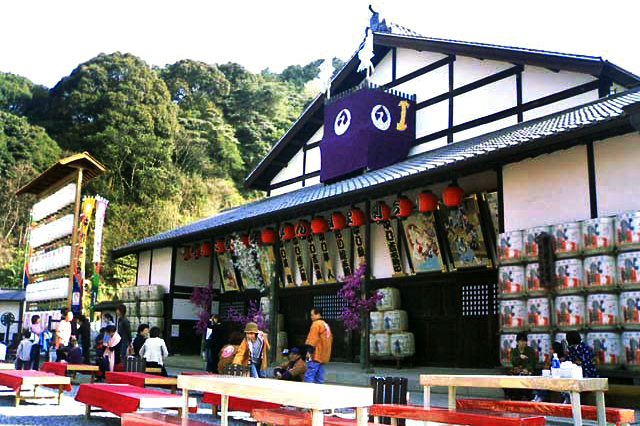
Kanamaruza Kabukiteater
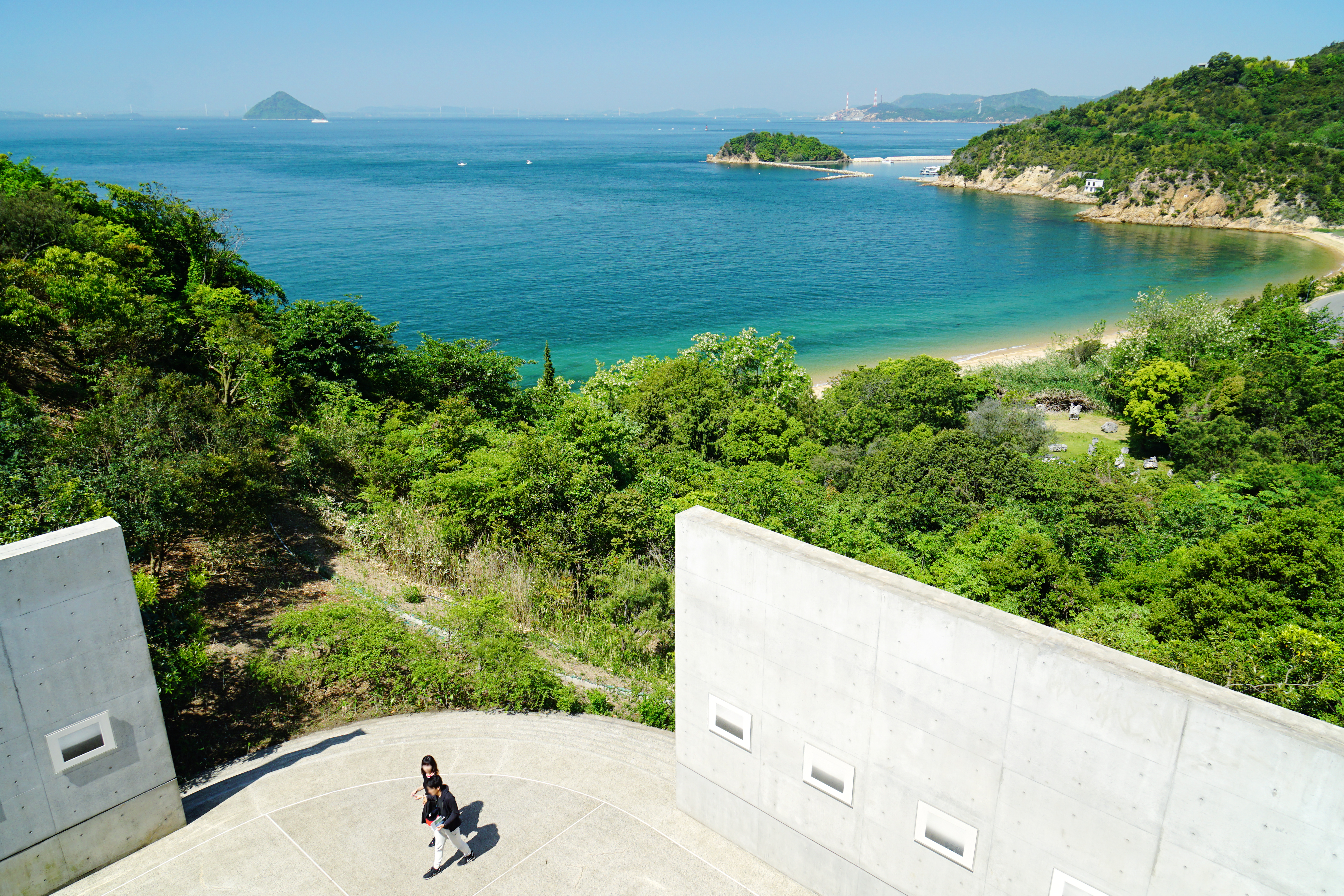
Benesse museum, Naoshima
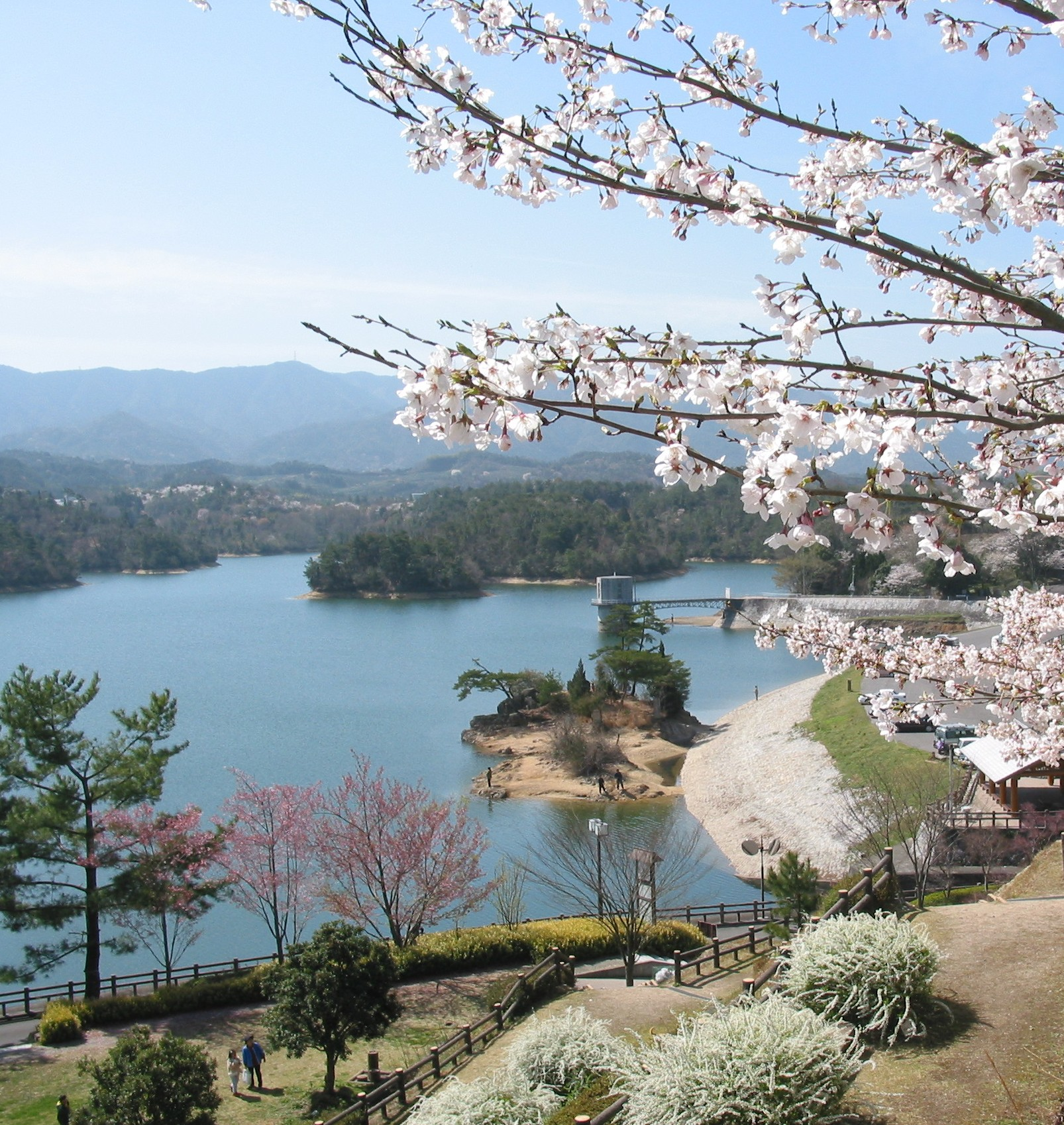
Sjön Manno
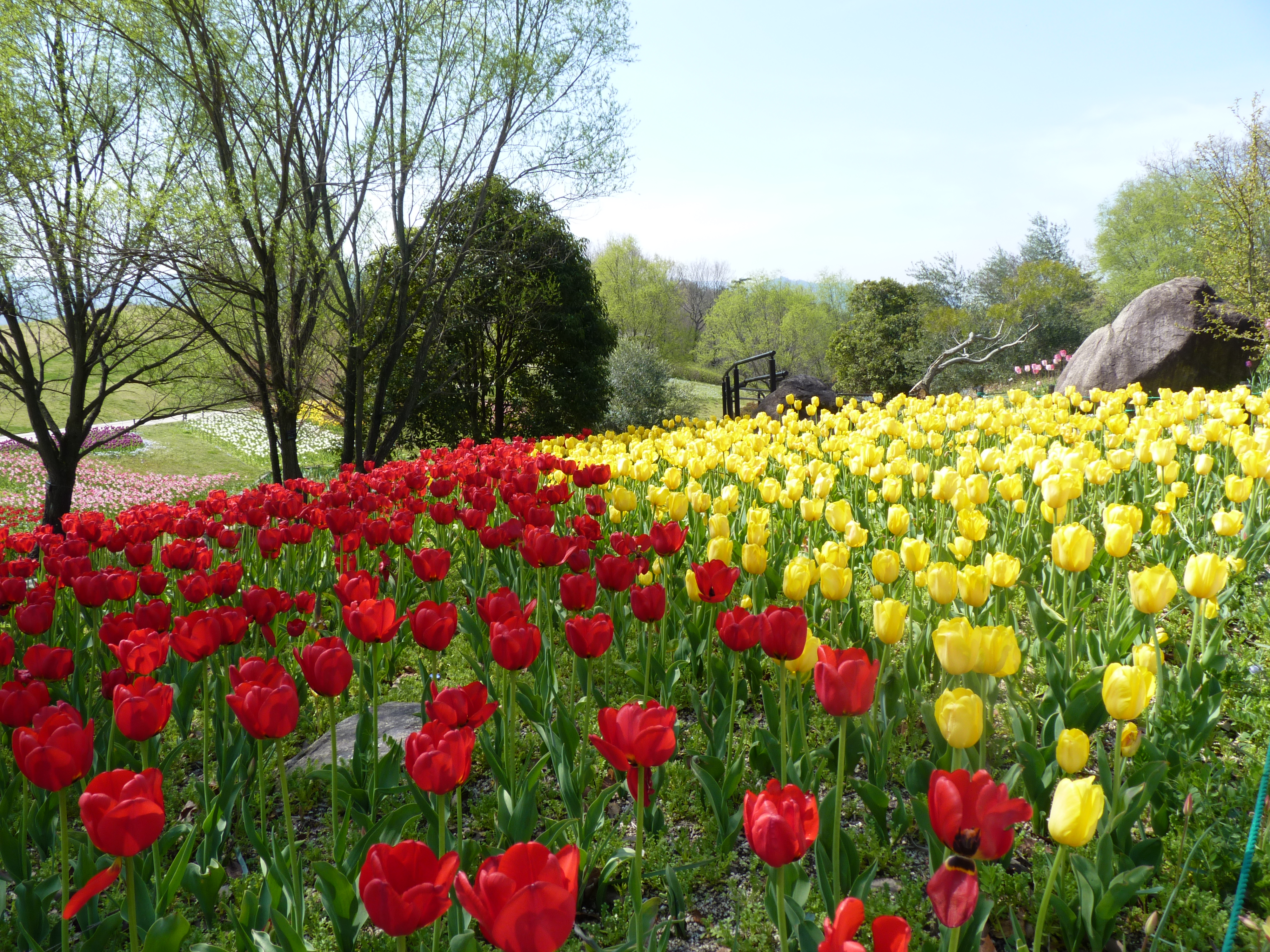
Sanuki Manno nationalpark